# Alojz, nasljedni knez Lihtenštajna
Alojz Filip Marija (Zürich, Švicarska, 11. lipnja 1968.), nasljedni knez Lihtenštajna te najstariji sin Ivana Adama II. i princeze Marije Aglaje. Regent je Lihtenštajna od 15. kolovoza 2004. godine. 

## Životopis
Alojz Filip Marija rođen je u Zürichu, u Švicarskoj, 11. lipnja 1968. godine. Završio je gimnaziju u Vaduz-Ebenholzu i Kraljevsku vojnu akademiju u Sandhurst u Ujedinjenom Kraljevstvu. Služio je vojsku u Gardi Coldstream u Hong Kongu i Londonu prije nego što se upisao na Sveučilište u Salzburg gdje je magistrirao na pravnom fakultetu 1993. godine.
Do 1996. godine Alojz je radila u tvrtki ovlaštenih računovođa u Londonu. U svibnju te godine, vratio se u Vaduz i postao aktivan u upravljanju očevim financijama. Od prijestolonasljednika je postao regentom odlukom njegova oca Ivana Adama II. koji mu je 2004. predao obnašanje svakodnevnih vladarskih dužnosti. Njegov otac (knez) i dalje je vladar, poglavar države, a odluka o regentstvu Alojza obrazložena je kao način pripreme i uvođenja nasljednog princa u državničke poslove i obaveze. 
Alojz je 2011. izjavio kako će uporabiti svoje pravo veta ako bi birači izglasovali prijedlog legalizacije pobačaja u kneževini na nadolazećem referendumu. Sam zakon, kojom bi se abortus dozvolio u prvih 12 tjedana trudnoće u slučajevima malformacije djeteta, nije bio prošao niti u parlamentu, ali je ipak njegovo usvajanje dano na referendum. Veto nije bio potreban budući su glasači odbili prijedlog. 
Zbog prinčeva upozorenja kako će se poslužiti pravom veta protiv ozakonjenja pobačaja, za kojeg su liberali ocijenili da je utjecao na mišljenje pučanstva, pokrenuta je građanska inicijativa za promjenu ustava kako bi se princa spriječilo da ulaže veto na odredbe odobrene referendumima. Na referendumu po tom pitanju održanom 1. srpnja 2012. 76 % glasača odbacilo je prijedlog ograničavanja prinčevih ovlasti koje je predlagala spomenuta inicijativa.

## Brak i potomstvo
Dana 3. srpnja 1993. u katedrali sv. Florijana u Vaduzu Alojz se oženio s nasljednom princezom Sofijom, rođenjem bavarskom vojvotkinjom i princezom iz vladarske kuće Wittelsbach s kojom ima četvero djece:
- Princ Josip Wenzel Maksimilijan Marija (r. 24. svibnja 1995.)
- Princeza Marija Karolina Elizabeta (r. 17. listopada 1996.)
- Princ Đuro Antonio konstantin Marija (r. 20. travnja 1999.)
- Princ Nikolaj Sebastijan Aleksandar Marija (r. 6. prosinca 2000.)

## Vanjske poveznice

### Mrežna sjedišta
- (engl.) Životopis na stranicama Kneževske obitelji Liechtenstein

### Sestrinski projekti
|  | Zajednički poslužitelj ima još gradiva o temi Alojz, nasljedni knez Lihtenštajna |